# Liste der Stolpersteine in Kyllburg
Die Liste der Stolpersteine in Kyllburg enthält alle vier Stolpersteine, welche von Gunter Demnig in Kyllburg verlegt wurden. Sie sollen an die Opfer des Nationalsozialismus erinnern, die in Kyllburg ihren letzten bekannten Wohnsitz hatten, bevor sie deportiert, ermordet, vertrieben oder in den Suizid getrieben wurden.
Hinweis: Die Liste ist sortierbar. Durch Anklicken eines Spaltenkopfes wird die Liste nach dieser Spalte sortiert, zweimaliges Anklicken kehrt die Sortierung um. Durch das Anklicken zweier Spalten hintereinander lässt sich jede gewünschte Kombination erzielen.
Anklicken des Bildes vergrößert das Bild.

## Liste der Stolpersteine
| Adresse                  | Verlegedatum | NS-Opfer                         | Inschrift                                              | Bild | Kollektion | Lage |
| ------------------------ | ------------ | -------------------------------- | ------------------------------------------------------ | ---- | ---------- | ---- |
| Bahnhofstraße 5 Kyllburg | 6. Nov. 2017 | Hermann Nussbaum Jg. 1866        | Deportiert 1942 Theresienstadt 1942 Treblinka ermordet |      |            |      |
| Bahnhofstraße 5 Kyllburg | 6. Nov. 2017 | Sara Nussbaum geb. Levy Jg. 1883 | Deportiert 1942 Theresienstadt 1942 Treblinka ermordet |      |            |      |
| Bahnhofstraße 5 Kyllburg | 6. Nov. 2017 | Joseph Nussbaum Jg. 1899         | Flucht 1941 USA                                        |      |            |      |
| Bahnhofstraße 5 Kyllburg | 6. Nov. 2017 | Rebecka Nussbaum Jg. 1906        | Flucht 1938 USA                                        |      |            |      |